# Phyprosopus scita
Phyprosopus scita är en fjärilsart som beskrevs av Walker 1865. Phyprosopus scita ingår i släktet Phyprosopus och familjen nattflyn. Inga underarter finns listade i Catalogue of Life.